# NPaFlu Rondônia (P-31)
O NPaFlu Rondônia (P-31) é uma embarcação da Marinha do Brasil, da Classe Roraima, que exerce a função de navio-patrulha fluvial.
Construído pelo estaleiro MacLaren Estaleiros e Serviços Marítimos, em Niterói, foi lançado ao mar em 10 de janeiro de 1973 e incorporado à Armada em 3 de dezembro de 1975, operando desde então nas águas da bacia fluvial amazônica.

## Origem do nome
O nome do navio é uma homenagem ao estado brasileiro de Rondônia, que por sua vez homenageia o Marechal Cândido Mariano da Silva Rondon (1865-1958), militar e sertanista brasileiro.

## Características
- Deslocamento: 340 ton (padrão), 365 ton (carregado).[1]
- Dimensões: 46,30 m de comprimento, 8,45 m de boca e 1,37 m de calado.
- Propulsão:
  - 2 motores diesel MAN de 6 cilindros V 616/18TL gerando 1.825 bhp.
- Velocidade: 14.5 nós (máxima).
- Raio de Ação: 6.000 milhas náuticas à 11 nós, autonomia de 30 dias.
- Armamento:
  - 1 canhão Bofors L/70 de 40 mm;
  - 6 metralhadoras .50 pol. (12.7 mm) reparos singelos;
  - 2 morteiros de 81 mm ;
  - 2 metralhadoras Oerlikon de 20 mm.
- 2 LAR - Lanchas de Ação Rápida
- 1 ETT - Embarcação de Transporte de Tropa
- Tripulação: 48 homens (5 oficiais).
- Outras instalações:
  - consultório médico;
  - consultório dentário;
  - enfermaria.